# Engyprosopon filimanus
Engyprosopon filimanus är en fiskart som först beskrevs av Regan, 1908.  Engyprosopon filimanus ingår i släktet Engyprosopon och familjen tungevarsfiskar. Inga underarter finns listade i Catalogue of Life.